# Leichtathletik-Halleneuropameisterschaften 2019/Teilnehmer (Gibraltar)
| Gelbes Symbol für Goldmedaillen mit stilisierten Olympischen Ringen | Graues Symbol für Silbermedaillen mit stilisierten Olympischen Ringen | Braundes Symbol für Bronzemedaillen mit stilisierten Olympischen Ringen |
| ------------------------------------------------------------------- | --------------------------------------------------------------------- | ----------------------------------------------------------------------- |
| —                                                                   | —                                                                     | —                                                                       |

Aus Gibraltar nahmen eine Athletin und ein Athlet bei den Leichtathletik-Halleneuropameisterschaften 2019 in Glasgow teil.

## Ergebnisse

### Frauen

#### Laufdisziplinen
| Athletin    | Disziplin | Vorlauf | Vorlauf | Halbfinale         | Halbfinale         | Finale             | Finale             |
| Athletin    | Disziplin | Zeit    | Platz   | Zeit               | Platz              | Zeit               | Platz              |
| ----------- | --------- | ------- | ------- | ------------------ | ------------------ | ------------------ | ------------------ |
| Zyanne Hook | 60 m      | 8,49 s  | 42      | nicht qualifiziert | nicht qualifiziert | nicht qualifiziert | nicht qualifiziert |

### Männer

#### Laufdisziplinen
| Athlet       | Disziplin | Vorlauf     | Vorlauf | Halbfinale | Halbfinale | Finale             | Finale             |
| Athlet       | Disziplin | Zeit        | Platz   | Zeit       | Platz      | Zeit               | Platz              |
| ------------ | --------- | ----------- | ------- | ---------- | ---------- | ------------------ | ------------------ |
| Harvey Dixon | 3000 m    | 8:14,86 min | 30      | –––        | –––        | nicht qualifiziert | nicht qualifiziert |